# 8642 Shawnkerry
A 8642 Shawnkerry (ideiglenes jelöléssel (8642) 1988 RZ11) a Naprendszer kisbolygóövében található aszteroida. Schelte J. Bus fedezte fel 1988. szeptember 14-én.